# Carmenza Delgado
Carmenza Delgado (n. Cartago, Colombia; 5 de mayo de 1972) es una destacada ex Halterófila colombiana. Fue abanderada de la delegación colombiana en los Juegos Olímpicos de Atenas 2004.

## Trayectoria
La trayectoria deportiva de Delgado se identifica por su participación en los siguientes eventos nacionales e internacionales:

### Juegos Olímpicos
Fue nombrada la abanderada de la selección de  Colombia en los Juegos Olímpicos de Atenas 2004.

### Juegos Panamericanos
En la edición decimotercera de los Juegos Panamericanos, Delgado obtiene la medalla de bronce en la categoría de 75 kg. Posteriormente en el año 2003 logra el triunfo en la categoría recibiendo la medalla de oro.
- , Medalla de bronce: 75 kg
- , Medalla de oro: 75 kg

### Juegos Centroamericanos y del Caribe
Fue campeona de la categoría 75 kg en la vigésima edición de los Juegos Centroamericanos y del Caribe.
- , Medalla de oro: 75 kg